# Rally van Corsica 1979
De Rally van Corsica 1979, officieel 23ème Tour de Corse - Rallye de France, was de 23e editie van de Rally van Corsica en de tiende ronde van het Wereldkampioenschap Rally in 1979. Het was de 73e rally in het Wereldkampioenschap Rally die georganiseerd wordt door de Fédération Internationale de l'Automobile (FIA). De start en finish vond plaats in Ajaccio.
In de afwezigheid van de fabrieksteams, schreef Bernard Darniche een relatief eenvoudige overwinning op zijn naam; zijn tweede van het seizoen met de Lancia Stratos. Doordat zijn voornaamste concurrenten zoals Jean-Claude Andruet en Jean-Pierre Nicolas de finish niet haalden, was het Renaults Jean Ragnotti die naar een verrassende tweede plaats toe reed, met lokale rijder Pierre-Louis Moreau in een Porsche 911 die het podium completeerde.

## Route
| Dag    | Datum                            | Klassementsproeven | Competitieve afstand |
| ------ | -------------------------------- | ------------------ | -------------------- |
| 1      | Vrijdag 2 en zaterdag 3 november | 11                 | 524,60 kilometer     |
| 2      | Zaterdag 3 en zondag 4 november  | 11                 | 604,30 kilometer     |
|        |                                  |                    |                      |
| Totaal | Totaal                           | 22                 | 1128,90 kilometer    |

## Resultaten
| Top tien klassement | Top tien klassement | Top tien klassement     | Top tien klassement     | Top tien klassement | Top tien klassement | Top tien klassement  | Top tien klassement  |
| Pos.                | Nr.                 | Rijder                  | Auto                    | Gr.                 | Tijd                | Eerste               | Punten               |
| Pos.                | Nr.                 | Navigator               | Inschrijving            | Ca.                 | Straftijd           | Vorige               | Punten               |
| ------------------- | ------------------- | ----------------------- | ----------------------- | ------------------- | ------------------- | -------------------- | -------------------- |
| 1.                  | 1                   | Bernard Darniche        | Lancia Stratos HF       | 4                   | 14:36.36            | 0.00                 | 20                   |
| 1.                  | 1                   | Alain Mahé              | Team Chardonnet         | 3/4                 |                     | =                    | 20                   |
| 2.                  | 6                   | Jean Ragnotti           | Renault 5 Alpine        | 2                   | 15:12.52            | + 36.06              | 15                   |
| 2.                  | 6                   | Jean-Marc Andrié        | Renault Elf Calberson   | 2/3                 |                     | + 36.06              | 15                   |
| 3.                  | 16                  | Pierre-Louis Moreau     | Porsche 911 SC          | 4                   | 15:23.06            | + 46.20              | 12                   |
| 3.                  | 16                  | Patrice Baron           | Pierre-Louis Moreau     | 3/4                 |                     | + 10.14              | 12                   |
| 4.                  | 29                  | Alain Coppier           | Porsche Carrera RS      | 4                   | 15:30.26            | + 53.40              | 10                   |
| 4.                  | 29                  | Josépha Laloz           | Alain Coppier           | 3/4                 |                     | + 7.20               | 10                   |
| 5.                  | 3                   | Michèle Mouton          | Fiat 131 Abarth         | 4                   | 15:53.38            | + 1:16.52            | 8                    |
| 5.                  | 3                   | François Conconi        | Fiat France             | 3/4                 |                     | + 23.12              | 8                    |
| 6.                  | 85                  | Bernard Picone          | Opel Kadett GT/E        | 1                   | 16:09.29            | + 1:32.43            | 6                    |
| 6.                  | 85                  | Robert Cianelli         | Bernard Picone          | 3                   |                     | + 15.51              | 6                    |
| 7.                  | 43                  | Paul Rouby              | Renault 5 Alpine        | 2                   | 16:28.15            | + 1:51.29            | 4                    |
| 7.                  | 43                  | Alain Garçon            | Paul Rouby              | 2/3                 |                     | + 18.46              | 4                    |
| 8.                  | 114                 | Jean-Pierre Marie       | Toyota Starlet          | 1                   | 16:41.46            | + 2:05.10            | 3                    |
| 8.                  | 114                 | Patrick De La Foata     | Jean-Pierre Marie       | 1                   |                     | + 13.31              | 3                    |
| 9.                  | 47                  | Jean Brondille          | Opel Kadett GT/E        | 2                   | 16:44.44            | + 2:07.58            | 2                    |
| 9.                  | 47                  | Vincent Fattaccio       | Bernard Picone          | 2/3                 |                     | + 2.48               | 2                    |
| 10.                 | 54                  | Jean-Charles Martinetti | Peugeot 104 ZS          | 2                   | 17:03.51            | + 2:27.05            | 1                    |
| 10.                 | 54                  | Philippe Gabrielli      | Jean-Charles Martinetti | 1                   |                     | + 19.07              | 1                    |
| Niet aan de finish  |                     |                         |                         |                     |                     |                      |                      |
| Pos.                | Nr.                 | Rijder                  | Auto                    | Gr.                 | KP                  | Reden                | Reden                |
| Pos.                | Nr.                 | Navigator               | Inschrijving            | Ca.                 | KP                  | Reden                | Reden                |
| NF                  | 2                   | Francis Vincent         | Porsche 911 SC          | 4                   |                     |                      |                      |
| NF                  | 2                   | 'Tilber'                | Francis Vincent         | 3/4                 |                     |                      |                      |
| NF                  | 4                   | Jean-Pierre Nicolas     | Talbot Sunbeam Lotus    | 4                   | 13                  | Ongeluk              | Ongeluk              |
| NF                  | 4                   | Jean Todt               | Talbot France           | 3/4                 | 13                  | Ongeluk              | Ongeluk              |
| NF                  | 5                   | Jean-Claude Andruet     | Fiat 131 Abarth         | 4                   | 2                   | Ophanging            | Ophanging            |
| NF                  | 5                   | 'Biche'                 | Fiat France             | 3/4                 | 2                   | Ophanging            | Ophanging            |
| NF                  | 7                   | Jean-Louis Clarr        | Opel Kadett GT/E        | 2                   | 11                  | Ongeluk              | Ongeluk              |
| NF                  | 7                   | Jean-François Fauchille | Opel France             | 2/3                 | 11                  | Ongeluk              | Ongeluk              |
| NF                  | 8                   | Alain Beauchef          | Ford Escort RS2000      | 1                   | 2                   | Zonder brandstof     | Zonder brandstof     |
| NF                  | 8                   | Daniël Brichot          | Alain Beauchef          | 3                   | 2                   | Zonder brandstof     | Zonder brandstof     |
| NF                  | 9                   | Jacques Alméras         | Porsche Carrera RS      | 4                   | 2                   | Ophanging            | Ophanging            |
| NF                  | 9                   | Claude Perramond        | Jacques Alméras         | 3/4                 | 2                   | Ophanging            | Ophanging            |
| NF                  | 10                  | Bernard Béguin          | Porsche 911 SC          | 4                   | 2                   | Transmissie          | Transmissie          |
| NF                  | 10                  | Jean-Jacques Lenne      | Bernard Béguin          | 3/4                 | 2                   | Transmissie          | Transmissie          |
| NF                  | 11                  | Gilbert Casanova        | Talbot Sunbeam Lotus    | 4                   |                     |                      |                      |
| NF                  | 11                  | Gilbert Andreani        | Talbot France           | 3/4                 |                     |                      |                      |
| NF                  | 12                  | Francis Serpaggi        | Lancia Stratos HF       | 4                   | 2                   | Brandstof uitputting | Brandstof uitputting |
| NF                  | 12                  | Denise Emmanuelli       | Francis Serpaggi        | 3/4                 | 2                   | Brandstof uitputting | Brandstof uitputting |
| NF                  | 25                  | Christian Gardavot      | Porsche 911             | 3                   | 11                  | Olie koeler          | Olie koeler          |
| NF                  | 25                  | Jean-Luc Claret         | Christian Gardavot      | 3/4                 | 11                  | Olie koeler          | Olie koeler          |

## Statistieken

#### Klassementsproeven
| Dag         | KP | Starttijd | Naam                         | Lengte    | Winnaar                           | Tijd    | Gem. snelheid | Rally leider     |
| ----------- | -- | --------- | ---------------------------- | --------- | --------------------------------- | ------- | ------------- | ---------------- |
| 1 (2-3 nov) | 1  | 14:42     | Liamone - Suariccio          | 101,70 km | Bernard Béguin                    | 1:16.53 | 79,37 km/u    | Bernard Béguin   |
| 1 (2-3 nov) | 2  | 17:02     | Pisciatello - Stillicione    | 31,40 km  | Bernard Darniche                  | 20:16   | 92,96 km/u    | Bernard Darniche |
| 1 (2-3 nov) | 3  | 18:26     | Aullène - Abbazia            | 99,60 km  | Bernard Darniche                  | 1:14.16 | 80,43 km/u    | Bernard Darniche |
| 1 (2-3 nov) | 4  | 20:58     | Kamiesh - Col de Bavella 1   | 29,60 km  | Bernard Darniche                  | 23:04   | 76,99 km/u    | Bernard Darniche |
| 1 (2-3 nov) | 5  | 22:20     | Stabaccio                    | 18,70 km  | Bernard Darniche                  | 11:26   | 98,13 km/u    | Bernard Darniche |
| 1 (2-3 nov) | 6  | 23:20     | Sotta - Sartene              | 46,70 km  | Jean-Pierre Nicolas               | 33:55   | 82,61 km/u    | Bernard Darniche |
| 1 (2-3 nov) | 7  | 0:47      | Aullène - Zicavo 1           | 25,60 km  | Jean-Pierre Nicolas               | 19:39   | 78,17 km/u    | Bernard Darniche |
| 1 (2-3 nov) | 8  | 1:39      | Palneca                      | 51,90 km  | Bernard Darniche                  | 41:54   | 74,32 km/u    | Bernard Darniche |
| 1 (2-3 nov) | 9  | 3:09      | Muracciole - Antisanti 1     | 20,50 km  | Bernard Darniche                  | 14:43   | 83,58 km/u    | Bernard Darniche |
| 1 (2-3 nov) | 10 | 4:11      | Corsigliese - Francardo      | 71,60 km  | Bernard Darniche                  | 52:11   | 82,33 km/u    | Bernard Darniche |
| 1 (2-3 nov) | 11 | 6:13      | Corte - Taverna              | 27,30 km  | Bernard Darniche                  | 20:01   | 81,83 km/u    | Bernard Darniche |
|             |    |           |                              |           |                                   |         |               | Bernard Darniche |
| 2 (3-4 nov) | 12 | 19:18     | Ponte Nuovo - Barchetta      | 80,10 km  | Jean-Pierre Nicolas               | 1:04.30 | 74,51 km/u    | Bernard Darniche |
| 2 (3-4 nov) | 13 | 21:21     | Santo Pietro - Novella       | 46,70 km  | Pierre-Louis Moreau               | 35:54   | 78,05 km/u    | Bernard Darniche |
| 2 (3-4 nov) | 14 | 23:53     | Calvi - Evisa                | 101,10 km | Pierre-Louis Moreau               | 1:14.18 | 81,66 km/u    | Bernard Darniche |
| 2 (3-4 nov) | 15 | 1:55      | Sainte Roch - Suariccio      | 78,50 km  | Jean Ragnotti                     | 1:05.13 | 72,22 km/u    | Bernard Darniche |
| 2 (3-4 nov) | 16 | 3:57      | Pisciatello - Albitreccia    | 25,50 km  | Bernard Darniche                  | 18:42   | 81,82 km/u    | Bernard Darniche |
| 2 (3-4 nov) | 17 | 5:52      | Aullène - Zicavo 2           | 25,60 km  | Jean Ragnotti                     | 20:28   | 75,05 km/u    | Bernard Darniche |
| 2 (3-4 nov) | 18 | 6:24      | Cozzano                      | 51,50 km  | Jean Ragnotti Pierre-Louis Moreau | 43:51   | 70,47 km/u    | Bernard Darniche |
| 2 (3-4 nov) | 19 | 7:22      | Muracciole - Antisanti 2     | 20,50 km  | Pierre-Louis Moreau               | 14:41   | 83,77 km/u    | Bernard Darniche |
| 2 (3-4 nov) | 20 | 8:38      | Kamiesh - Col de Bavella 2   | 29,60 km  | Jean Ragnotti                     | 25:10   | 70,57 km/u    | Bernard Darniche |
| 2 (3-4 nov) | 21 | 10:00     | Quenza - Col de Santa Giulia | 86,40 km  | Alain Coppier                     | 1:06.48 | 77,60 km/u    | Bernard Darniche |
| 2 (3-4 nov) | 22 | 11:50     | Calvese - Agosta Plage       | 58,80 km  | Alain Coppier                     | 45:39   | 77,28 km/u    | Bernard Darniche |

#### KP overwinningen
| Rijder              | Aantal |
| ------------------- | ------ |
| Bernard Darniche    | 9      |
| Pierre-Louis Moreau | 4      |
| Jean Ragnotti       | 4      |
| Jean-Pierre Nicolas | 3      |
| Alain Coppier       | 2      |

## Kampioenschap standen

#### Rijders
|   | Pos. | Rijder           | Ptn. |
| - | ---- | ---------------- | ---- |
| = | 1    | Björn Waldegård  | 103  |
| = | 2    | Hannu Mikkola    | 71   |
| = | 3    | Markku Alén      | 60   |
| 3 | 4    | Bernard Darniche | 40   |
| 1 | 5    | Ari Vatanen      | 40   |

#### Constructeurs
|   | Pos. | Constructeur | Ptn. |
| - | ---- | ------------ | ---- |
| = | 1    | Ford         | 132  |
| 1 | 2    | Fiat         | 87   |
| 1 | 3    | Datsun       | 80   |
| 1 | 4    | Lancia       | 54   |
| 1 | 5    | Opel         | 49   |

- Noot: Enkel de top vijf posities worden in beide standen weergegeven.